# مشتاق احمد (بازیکن هاکی روی چمن، زاده ۱۹۳۲)
مشتاق احمد (انگلیسی: Mushtaq Ahmad؛ ۲۸ اوت ۱۹۲۸ – ۲۳ آوریل ۲۰۱۱) بازیکن هاکی روی چمن اهل پاکستان بود.
وی در مسابقات کشوری و بین‌المللی در مجموع برندهٔ ۱ مدال طلا شده‌است.